# Zak Orth
Zak Orth (nacido el 15 de octubre de 1970) es un actor estadounidense conocido por sus papeles en películas como Wet Hot American Summer, The Baxter, Melinda y Melinda, Un perdedor con suerte, In and Out y Music and Lyrics. Además interpretó a un hombre con visiones psíquicas llamado Roy en un episodio de la serie Fringe. También es conocido por su pequeño papel, interpretando a Gregory, en la adaptación de Romeo y Julieta de Baz Luhrmann.
Ha interpretado a Aaron en la serie Revolution. Aaron es un exempresario que trabajaba en Google y era millonario antes del apagón.

## Biografía
Orth nació como Adam Zachary Orth en Libertyville, Illinois, hijo de Jane, una profesora de piano, y Robert Orth, un cantante de opera.

## FIlmografía

### Cine
| Year | Title                                   | Role                                       | Notes      |
| ---- | --------------------------------------- | ------------------------------------------ | ---------- |
| 1994 | Spanking the Monkey                     | Curtis                                     |            |
| 1996 | The Pallbearer                          | Un primo de Abernathy                      |            |
| 1996 | Romeo + Juliet                          | Gregory                                    |            |
| 1997 | In & Out                                | Mike                                       |            |
| 1999 | My Teacher's Wife                       | Paul Faber                                 |            |
| 1999 | Snow Falling on Cedars                  | Alguacil Abel Martinson                    |            |
| 2000 | Down to You                             | Monk Jablonski                             |            |
| 2000 | Loser                                   | Adam                                       |            |
| 2001 | Wet Hot American Summer                 | J.J.                                       |            |
| 2002 | Stella shorts                           | Varios roles                               |            |
| 2003 | Kill the Poor                           | Butch                                      |            |
| 2004 | Hair High                               | Zip                                        | Voz        |
| 2004 | Melinda and Melinda                     | Peter                                      |            |
| 2005 | The F Word                              | Manny                                      |            |
| 2005 | The Baxter                              | Wendall Wimms                              |            |
| 2005 | Prime                                   | Randall                                    |            |
| 2007 | The Ten                                 | Fiscal / Barge Michaelson, guía de turismo |            |
| 2007 | Music and Lyrics                        | David Newbert - Ejecutivo de TV #1         |            |
| 2008 | Life in Flight                          | Josh                                       |            |
| 2008 | Vicky Cristina Barcelona                | Adam                                       |            |
| 2009 | (Untitled)                              | Porter Canby                               |            |
| 2009 | Peter and Vandy                         | Keith                                      |            |
| 2010 | Monogamy                                | Quinny                                     |            |
| 2010 | You Will Meet a Tall Dark Stranger      | Narrador                                   | Voz        |
| 2010 | The Other Guys                          | Contador                                   |            |
| 2012 | Vamps                                   | Renfield                                   |            |
| 2014 | They Came Together                      | Mozo con palo                              |            |
| 2015 | Hurricane of Fun: The Making of Wet Hot | El mismo                                   | Documental |

### Televisión
| Year       | Title                                            | Role                              | Notes                                  |
| ---------- | ------------------------------------------------ | --------------------------------- | -------------------------------------- |
| 1995       | Law & Order                                      | Sr. Ricardi                       | Episodio: "Jeopardy"                   |
| 1997       | Rose Hil                                         | Douglas Clayborne                 | Película para televisión               |
| 1998       | When Trumpets Fade                               | Warren                            | Película para televisión               |
| 2001       | Law & Order: Special Victims Unit                | Wally Parkers                     | Episodio: "Consent"                    |
| 2002       | Monday Night Mayhem                              | Don Ohlmeyer                      | Película para televisión               |
| 2005       | Stella                                           | Elliot Morgenthal                 | Episodio: "Pilot"                      |
| 2005       | Merry F %$in' Christmas                          | Presentador de "Nuns Gone Wild"   | Especial de televisión                 |
| 2006       | Cheap Seats                                      | Ejecutivo de EZtech / Bigwig      | 2 episodios                            |
| 2008       | John Adams                                       | James McHenry                     | Episodio: "Unnecessary War"            |
| 2008       | Canterbury's Law                                 | Gil Newhall                       | Episodio: "Sick as Your Secrets"       |
| 2008       | Fringe                                           | Roy McComb                        | Episodio: "The Ghost Network"          |
| 2009       | 30 Rock                                          | Joven cura                        | Episodio: "St. Valentine's Day"        |
| 2009       | Wainy Days                                       | Jake                              | Episodio: "Dance Club"                 |
| 2009       | Michael & Michael Have Issues                    | Muchacho de Pinecone              | Episodios desconocidos                 |
| 2009       | Nurse Jackie                                     | Zak                               | Episodio: "Steak Knife"                |
| 2010       | Michael Showalter's the Making of...             | Allen McKenzie                    | Episodio: "The Intel Choir Commercial" |
| 2012       | NYC 22                                           | Eric Royce                        | Episodio: "Pilot"                      |
| 2012–2014  | Revolution                                       | Aaron Pittman                     | 42 episodios                           |
| 2014       | Elementary                                       | Gabe Coleman                      | Episodio: "The Five Orange Pipz"       |
| 2014       | The Good Wife                                    | Steve Fratti                      | Episodio: "The Trial"                  |
| 2015       | Happyish                                         | Larry                             | 3 episodios                            |
| 2015       | Wet Hot American Summer: First Day of Camp       | JJ                                | 8 episodios                            |
| 2015, 2016 | Above Average Presents                           | Mark Zimmerman / Dueño            | 2 episodios                            |
| 2015–2016  | Veep                                             | Jim Owens                         | 3 episodios                            |
| 2015–2018  | Casual                                           | Drew Meyers                       | 15 episodios                           |
| 2016–2018  | Falling Water                                    | Bill Boerg                        | 18 episodios                           |
| 2017       | Wet Hot American Summer: Ten Years Later         | JJ                                | 8 episodios                            |
| 2018       | Human Kind Of                                    | Sr. Russo / Ethan / Papá (voices) | 19 episodios                           |
| 2020       | Zoey's Extraordinary Playlist                    | Howie                             | 5 episodios                            |
| 2020       | Unbreakable Kimmy Schmidt: Kimmy vs the Reverend | Cody Santimonio                   | Película para televisión               |
| 2023       | White House Plumbers                             | Alfred C. Baldwin III             | Miniserie                              |

### Videojuegos
| Year | Title               | Role             | Notes |
| ---- | ------------------- | ---------------- | ----- |
| 2007 | Manhunt 2           | Proyecto Militia |       |
| 2010 | Red Dead Redemption | Población local  |       |